# Verzetsmonument 't Zandt
Het Verzetsmonument in de Groningse plaats 't Zandt is een monument ter nagedachtenis aan de Tweede Wereldoorlog.

## Beschrijving
Beeldhouwer Thees Meesters maakte een bronzen vogel, klaar om weg te vliegen, als symbool van vrijheid. De vogel staat op een natuurstenen zuil, waarop op drie zijden namen van de oorlogsslachtoffers uit 't Zandt zijn geplaatst. Dertien van hen behoorden tot de joodse familie Van Hoorn.
Het monument werd geplaatst naast de Mariakerk. Het werd op 5 mei 1952 door mevrouw Oudgenoeg-van Hoorn en de heer Molenkamp, als nabestaanden, onthuld. Het werd overgedragen aan de gemeente, waarna burgemeester Jo Teenstra de eerste kranslegging verrichtte.